# Antriol
Antriol (auch Entrejol) ist ein Stadtteil von Kralendijk auf der Insel Bonaire in den Niederländischen Antillen. Es war früher ein eigenständiges Dorf, das mit vier anderen Dörfern – Nikiboko, Noord Saliña, Playa und Tera Kora – zur Bildung von Kralendijk zusammengelegt wurde. Etwas landeinwärts vom zentralen Geschäftsviertel gelegen, hatte es 3811 Einwohner und war Heimat von rund 15 % der Bevölkerung der Insel.

## Geschichte
Antriol wurde 1626 von spanischen und portugiesischen Gefangenen gegründet, die von den niederländischen Kolonisten aus Aruba und Curaçao deportiert worden waren. Ursprünglich hieß es Al Interior (das Inland), was zu Antriol oder Entrejol verfälscht wurde. Die Bewohner von Antriol arbeiteten hauptsächlich in den Salzminen und lebten in selbst erbauten Häusern. Erst in den 1930er Jahren begann man, Betongebäude zu errichten.

## Geographie
Der Stadtteil Antriol von Kralendijk liegt an der Südwestküste von Bonaire, landeinwärts vom kommerziellen und historischen Zentrum Playa. Das Gelände ist überwiegend flach und besteht aus küstentypischem Korallenkalk, wie er für Bonaire typisch ist, mit Salzpfannen und vorgelagerten Riffen. Es war früher ein eigenständiges Dorf, das mit vier anderen Dörfern – Nikiboko, Noord Saliña, Playa und Tera Kora – zur Bildung von Kralendijk zusammengelegt wurde.

## Demografie
Stand 2017 hatte Antriol etwa 3811 Einwohner und war damit nach dem Zentrum von Kralendijk die zweitgrößte Siedlung auf Bonaire. Das entspricht etwa 15 % der Bevölkerung Bonares, die auf ungefähr 24.720 geschätzt wurde.

## Infrastruktur
Antriol ist Teil des öffentlichen Straßennetzes von Bonaire und verbindet es direkt mit dem Zentrum von Playa sowie der Promenade von Kralendijk. Es liegt in der Nähe des Flamingo International Airport. Die Kirche Unserer Lieben Frau von Coromoto ist ein bedeutender Gottesdienstort in Antriol.